# Cabrillo National Monument
Le monument national Cabrillo est un monument national américain situé en Californie.
Le 28 septembre 1542 Juan Rodríguez Cabrillo débarqua dans la baie de San Diego. Cet évènement marqua la première fois qu'une expédition européenne avait posé le pied sur ce qui deviendrait plus tard la côte ouest des États-Unis. Dans le but d'honorer cette découverte, le Cabrillo National Monument fut créé le 14 octobre 1913. L'explorateur est représenté à travers une statue héroïque qui regarde vers le large de la baie. Cette statue a été exécutée par le sculpteur Alvaro de Bree pour le gouvernement portugais en 1939, qui la donna aux États-Unis. Le monument mesure 4 mètres de haut et pèse 6 tonnes. Un musée est aussi présent sur le site, il permet de découvrir les voyages de Cabrillo à travers un film et des expositions.
Le festival annuel Cabrillo Festival Open House se tient chaque octobre le dimanche. Il commémore Cabrillo avec une reconstitution de son arrivée à Ballast Point, dans la Baie de San Diego. D'autres évènements ont lieu aussi au National Monument, dont des activités pour les enfants, des chants et des danses portugaises, kumeyaay et mexicaines…
Le parc offre une superbe vue sur le port et la ville de San Diego ainsi que sur Coronado et Naval Air Station North Island. Sur le point le plus élevé du parc se trouve le Old Point Loma Lighthouse, un phare qui a été l'icône de San Diego depuis 1854. Dans un bâtiment de l'armée plus ancien une exposition raconte l'histoire de l'artillerie de la côte à Point Loma. En hiver, les baleines grises qui migrent peuvent être aperçues depuis la côte.